# ニューヨーク市地下鉄R30形電車

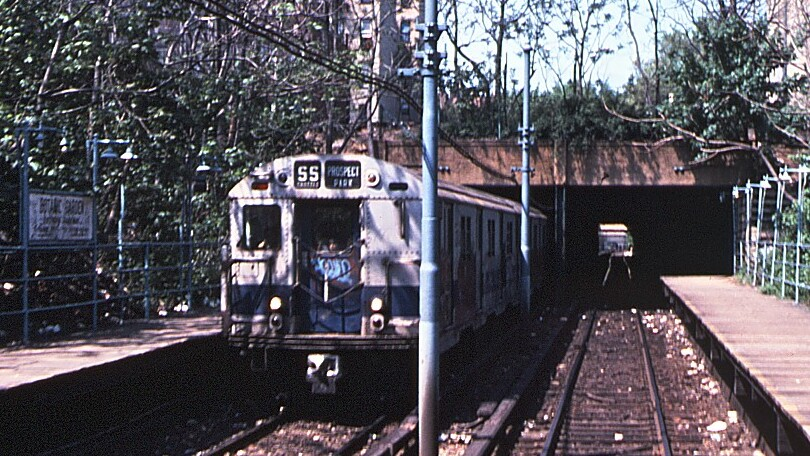
植物園駅に設置された落書きだらけの R30

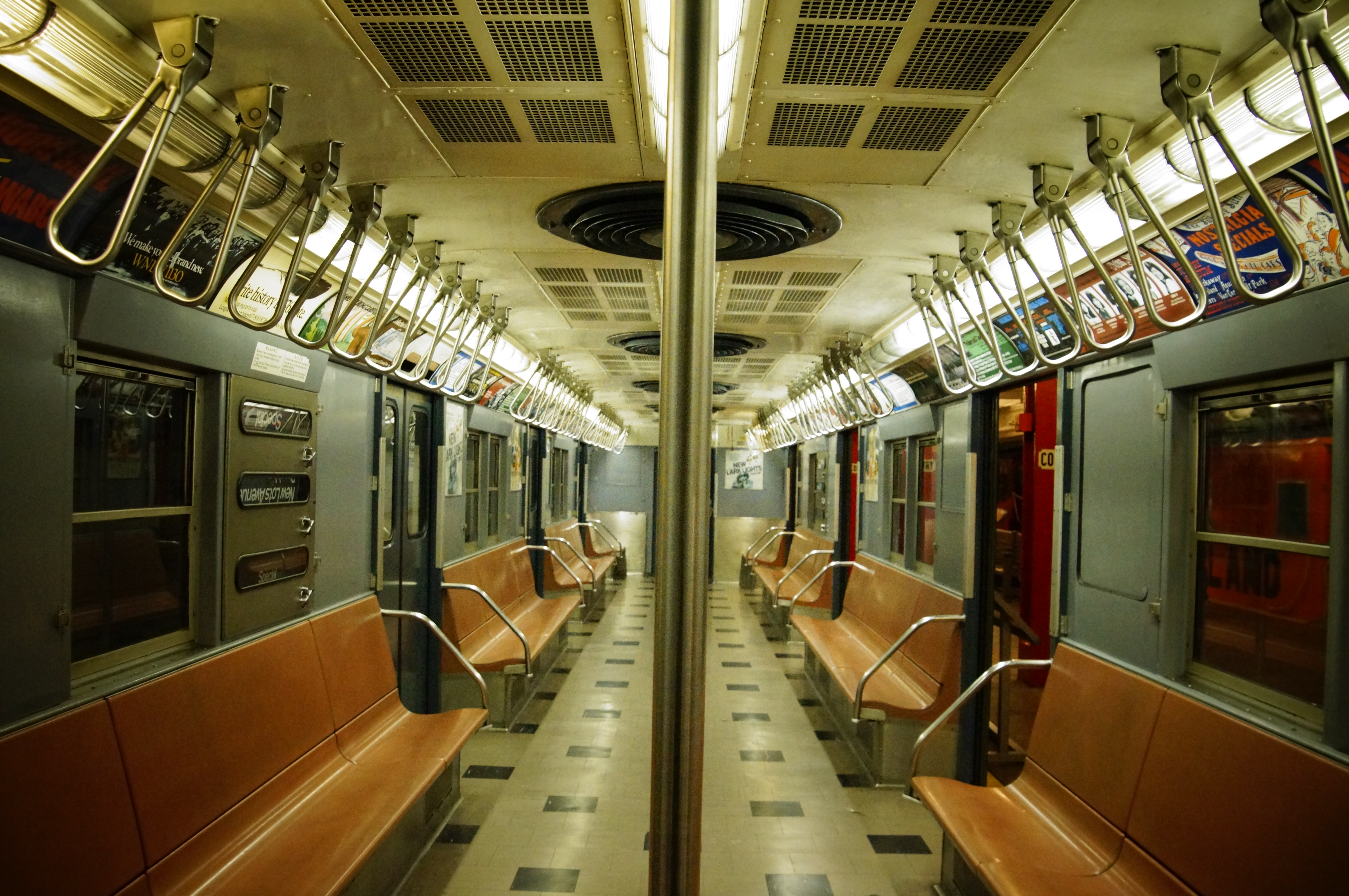
R30車8506の内部

R30形電車（R30がたでんしゃ）は、セントルイス・カー・カンパニーによって製造されたニューヨーク市地下鉄の車両である。1961年から1962年まで製造された。本形式はB路線のR27形の「後継車」または補充車両であり、それらに外観が類似していた。合計320両が製造され、固定編成で配属された。ウェスティングハウス (WH) 製駆動車、ゼネラルエレクトリック (GE) 製駆動車、R30Aの3つのバージョンが製造された。最初のR30形は1961年に運行された。長年にわたってR30形にはさまざまな変更が行われ、大半の車両は1985年から1989年にかけて「Redbird trains」と呼ばれる塗装に改装された。WH駆動車は改装されずにR68A形に置き換えられ、WH製駆動車は1990年12月14日に最後の営業走行をおこなった。残されたR30形とR30A形は1997年まで運行される予定だったが、エアコンの設置が難しいため、1992年から予定を繰り上げて廃車となった。R30形の最後の旅客営業運行は1993年6月25日だった。一部のR30形はさまざまな目的で保存されたが、ほとんどが廃車された。

## 概要
R30形の番号は8250 - 8569で、ペアで運行された。
これらの車両は、同一のR27形とともに、最も古いBMT A/B形（全50両の付随車を含む）、スタテンアイランド鉄道 (SIRT)から購入・転籍したME-1形、MSマルチセクション形、およびBディビジョンシャトルで使用するように変更されたLo-V形を置き換えた。R30形は、1965年にR32形が旧ブルックリン・マンハッタン・トランジット線（BMT線）に納入されるまで、同線をある程度安定させた。
R30形には、ウェスティングハウス（WH）XCA248搭載の動力車（8412-8569）、ゼネラルエレクトリック（GE）MCM搭載の動力車（8250-8351）、R30A形（8352-8411）の3つのバージョンがあり、新しいソリッドステートGE SCM制御器が装備されていた。

## 歴史
R30形は主にBMT南部地区での運行だったが、時々東部地区でも運行された。
R27形と同様、R30形は運行の過程で何度か塗装が変更された。最初はダークオリーブグリーンの塗装で、1960年代後半に多くは明るい赤に再塗装されて、1970年にMTAコーポレートカラーとしてシルバーとブルーの塗り分けが導入されるまで使われた。8293、8392、8521の車は、粗い表面塗料で塗装された。
改装されたR30形はキツネのような赤色で仕上げられ、BMTRedbird trainsと呼ばれた。8412 - 8569のウェスティングハウス製で未改装のR30形も、1980年代半ばに赤く塗られた。
1985年から1989年まで、すべてのGE駆動のR30形とR30A形は、クリーンカープログラムの一環として、R27形から選ばれた27や他のRedbird trainsと同様に、再びキツネのような赤色に再改装・再塗装された。

### 退役
改装されなかったWH搭載のR30形は、BMT東部地区から移管されたR68A形および改装されたR30形に置き換えられた。最後の未改装車は1990年12月14日に運行された。
1990年1月、コンバーターの不調により、R30形は旅客営業から除外された。ちょうど2年後、MTAは全般検査された162両を退役させることを決定した。1991年に、長期にわたって保持するか退役させるかを判断するためのリスク評価分析が行われた。当形式は信頼性の低さに直面していた。車内のエアコンの欠如に加え、予算の懸念や地下鉄の乗客数の減少も、R30形を早期に退役させるという決定に不利に働いた。エアコンの設置は困難であり、車両に荷重を増やすことが懸念された。さらに、1990年にR30形が旅客営業からはずされたにもかかわらず、運行は削減や中断を伴わずに継続できた。1993年5月30日、電気鉄道協会の主催で「R30形さよなら運行」が実施された。R46形がモリソン・クヌーセンでの検査を終えて戻ったのち、最後の全般検査されたR30形が、1993年6月25日にCラインで旅客営業から退役した。車両の退役にもかかわらず、B路線の予備車の保有率は12%しか低下せず、サービスに悪影響を及ぼさなかった。
退役後、ほとんどの車両は現在のシムズメタルマネジメントのニューアーク工場に送られ、廃車解体された。一部の車両は映画の道具として残されたが、多くは最終的に廃車された。改装で使用された新しい部品（カム軸制御器とブレーキシステムを含む）は、信頼性向上を目的に、1992年から1993年の間にGE駆動のR3形の9558 - 9769番で再利用された。

## 保存車
一部のR30形はさまざまな目的のために保存された。現存するものとして以下がある。
- 8429・8558 - レール接合車に改造され、コニーアイランド車庫とピトキン車庫に配置された。
- 8506 – 事故でペアとなる車両が損壊した後、1975年からブルックリンのニューヨーク交通博物館で保存されている。この車両はR30形オリジナルのダークオリーブで塗装されている。
- 8481・8522 - 現在、アッパーマンハッタンの207丁目車庫に保管されている。

2019年2月以前に保持または保存されていた車両は以下。
- 8265・8336 - 2009年までコンコース車庫で教習車として使用されていた。R40A形の4442 - 4443（廃車済）に置き換えられ、2010年4月17日に大西洋に人工魚礁として沈められた。
- 8289 - 8290 - コニーアイランド車庫で警察の訓練車として2008年1月まで使用されたのち、魚礁に転用された。
- 8337 - 2009年までトランジットテック高校で訓練車として使用された。R42形（英語版）の4736-4737に置き換えられ、その年の後半に魚礁として大西洋に沈められた。
- 8392・8401 - 2004年7月までコニーアイランド車庫で消防訓練車として使用された。R1110Bの3004・3006に置き換えられ、2007年7月に大西洋に魚礁として沈められた。
- 8394 – 2014年10月下旬にタイムズスクエアのアシックスストアに置かれた。その車は以前、モハーベ砂漠のシーンの撮影に使われていた。車両が建物に収まるように、車両の一部が切り取られた。店舗は2015年10月中旬に閉鎖されたが、2017年秋後半に一時的なポップアップストアがオープンした。ポップアップストアが閉店した後、車は2019年1月下旬に最終的にカットされるまで、未使用の場所で放置されていた。
- 8424 – 8425 – 2013年10月21日までコニーアイランド車庫で教習車として使用され、ニュージャージー州にトラックで輸送され、シムズメタルマネジメントで廃車された。
- 8463 – 2013年10月22日までピトキン車庫の教習車として使用され、ニュージャージー州にトラックで輸送され、シムズメタルマネジメントでスクラップになった（R27形8145と同時）。